# Xã Peace, Quận Kanabec, Minnesota
Xã Peace (tiếng Anh: Peace Township) là một xã thuộc quận Kanabec, tiểu bang Minnesota, Hoa Kỳ. Năm 2010, dân số của xã này là 939 người.